# Менжинець
Менжине́ць (рос. Менжинец) — селище у складі Митищинського міського округу Московської області, Росія.

## Населення
Населення — 20 осіб (2010; 5 у 2002).
Національний склад (станом на 2002 рік):
- росіяни — 100 %